# Стеклотара

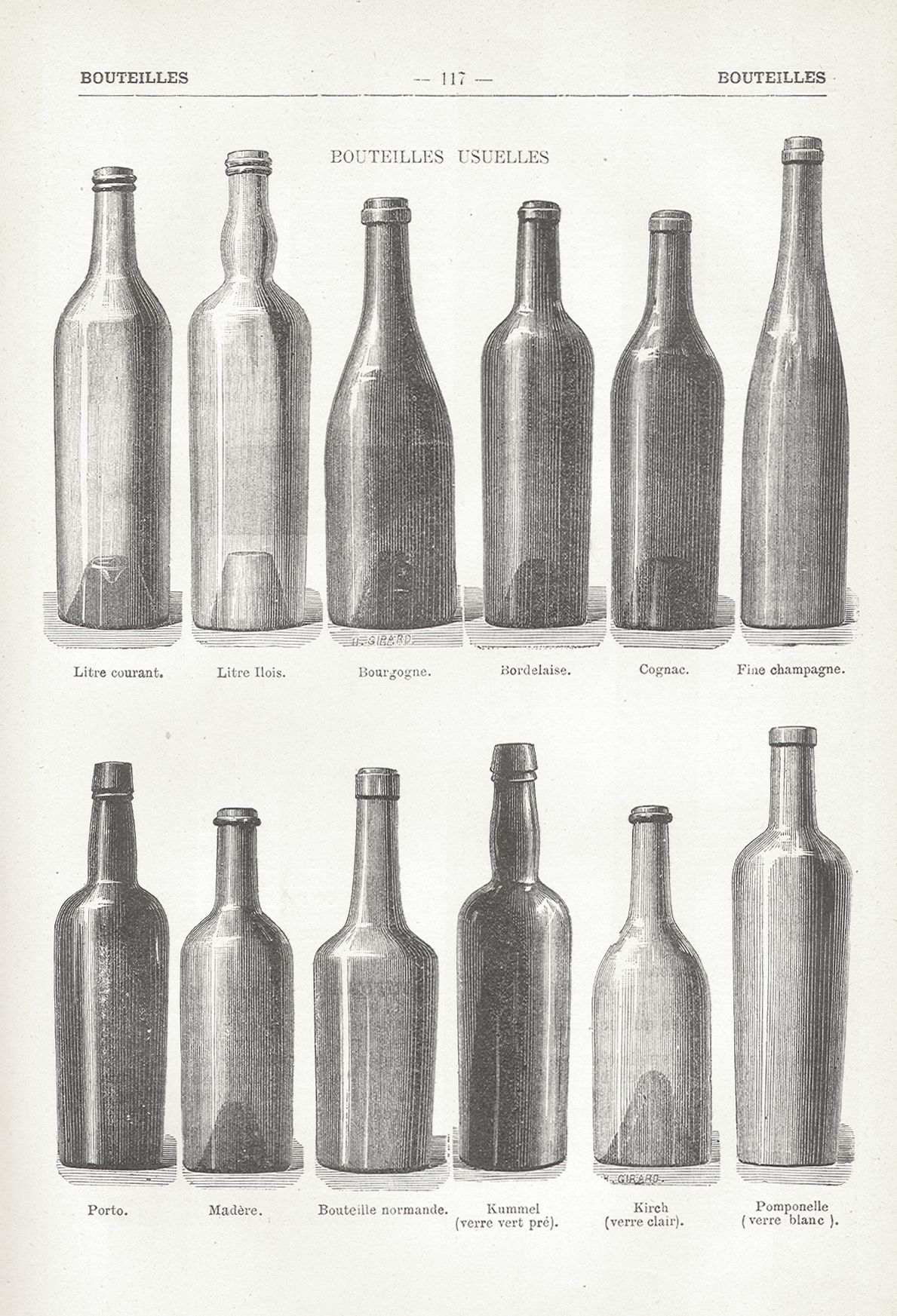
Модельный ряд французских бутылок начала XX в.
верхний ряд:
- Litre courant
- Litre Ilois
- Bourgogne
- Bordelaise
- Cognac
- Fine Champagne
нижний ряд:
- Porto
- Madère
- Bouteille normande
- Kummel (verre vert pré)
- Kirch (verre clair)
- Pomponelle (verre blanc)

Стеклота́ра — стеклянная упаковка (тара), используемая для хранения и транспортировки промышленных товаров и пищевых продуктов.
Отличается материалом от тары деревянной, пластмассовой и металлической и относится, как правило, к малогабаритной таре. По конструктивной жёсткости и монтажным признакам принадлежит к категориям жёсткой и неразборной тары. В отношении оборота может быть как разовой, так и возвратной или многооборотной.
Важным преимуществом является химическая безопасность стеклянной тары и возможность её повторного использования, в том числе и в быту. Серьёзным недостатком является хрупкость стекла.
Основными разновидностями стеклотары являются банки и бутылки.
При этом, в отличие от стран с рыночной экономикой, в которых чуть ли не каждый производитель тех или иных пищевых или промышленных товаров, продвигая свой бренд, старается использовать свой собственный уникальный типаж стеклотары, в СССР во времена развитого социализма и в странах социалистического лагеря в связи с принятой плановой системой хозяйства сложилась практика повсеместного применения стандартизованной стеклотары для самых разнообразных нужд и целей. Частично это было связано с тем, что плановая система хозяйства предусматривала относительно небольшое число стекольных заводов (при объективно высокой потребности в стеклотаре), а также обоснованно считала нерациональным расходование значительных энергоресурсов, материальных средств и трудозатрат на изготовление нестандартной стеклотары, в том числе, на неизбежную переплавку использованной стеклотары по сравнению с её мытьём при вторичном использовании.
В результате номенклатура типоразмеров стандартизованной советской стеклотары ограничивалась буквально парой десятков разновидностей. С отказом от плановой экономики номенклатура стеклотары в постсоветских странах также стала самой разнообразной за счёт уникальной брендовой тары тех или иных производителей, но при этом в целом ряде случаев сохранилось и применение стеклотары традиционных советских стандартов.

## Общая история
Как упаковка стеклянная тара известна с глубокой древности. Стеклянные флаконы и бутылочки использовались в Египте и Сирии ещё в 4 тысячелетии до новой эры. Изобретение прессованного стекла в 1824 году инициировало начало изготовления стеклянной тары в промышленных масштабах. Сначала было налажено производство стеклянных бутылок, затем появились стеклянные банки.
Идея использовать стеклянные банки для консервирования (как и сам способ консервирования продуктов) принадлежит французскому повару и кондитеру Апперу. Его изобретение 1804 года было представлено в 1809 году в Обществе поощрения искусств в Париже. Заключение специальной комиссии, созданной для изучения результатов изобретения, было положительным. И за своё изобретение Аппер получил награду от Наполеона
В России первые стекольные заводы появились в XVII веке, но по-настоящему расцвет русского стеклоделия начинается в XVIII веке. В начале XVIII века в Карачевском, Севском и Трубчевском уездах уже действовали 9 небольших заводов, которые выпускали «скло простое пузырями» и «белое и простое скло». Широкое производство стеклотары было налажено к XIX веку.,

## Область применения
Стеклотара используется для хранения следующих продуктов:
1. Холодильные продукты[уточнить].
2. Ликёро-водочная продукция.
3. Прохладительные напитки (включая газировку, соки, минеральные воды, пиво).
4. Молоко и кисломолочные напитки.
5. Соусная продукция (соусы, майонезы, кетчупы, хрен, горчица, уксус и т. д.).
6. Кондитерские заготовки (варенье, конфитюры, джемы, сиропы, мёд и т. д.).
7. Детское питание (фруктово-овощные пюре, соки).
8. Прочие продукты (определённые сорта сыров, и др. продукты, которые содержат большое количество жиров и масел, и пр.)
9. Лекарства (микстуры, бальзамы, растворы, капли, ёмкости для капсул, таблеток, порошков и др. сухих лекарственных форм, разнообразные мази, ампулы для инъекций).
10. Косметическая продукция (флаконы для духов, одеколона, туалетной воды, дезодорантов, кремов и мазей, лака для ногтей).
11. Консервированные продукты:

- Мясные и рыбные консервы (тушёнка, консервы в масле, в томатном и др. соусах).
- Пресервы морепродуктов и морских деликатесов (рыба, икра, мидии, креветки и пр.).
- Фруктовые заготовки (компоты, консервы в собственном соку, в маринаде и т. п.)
- Овощные заготовки (соления, маринады, лечо, заготовки в масле и в собственном соку), а также заготовки грибов.

## Банки

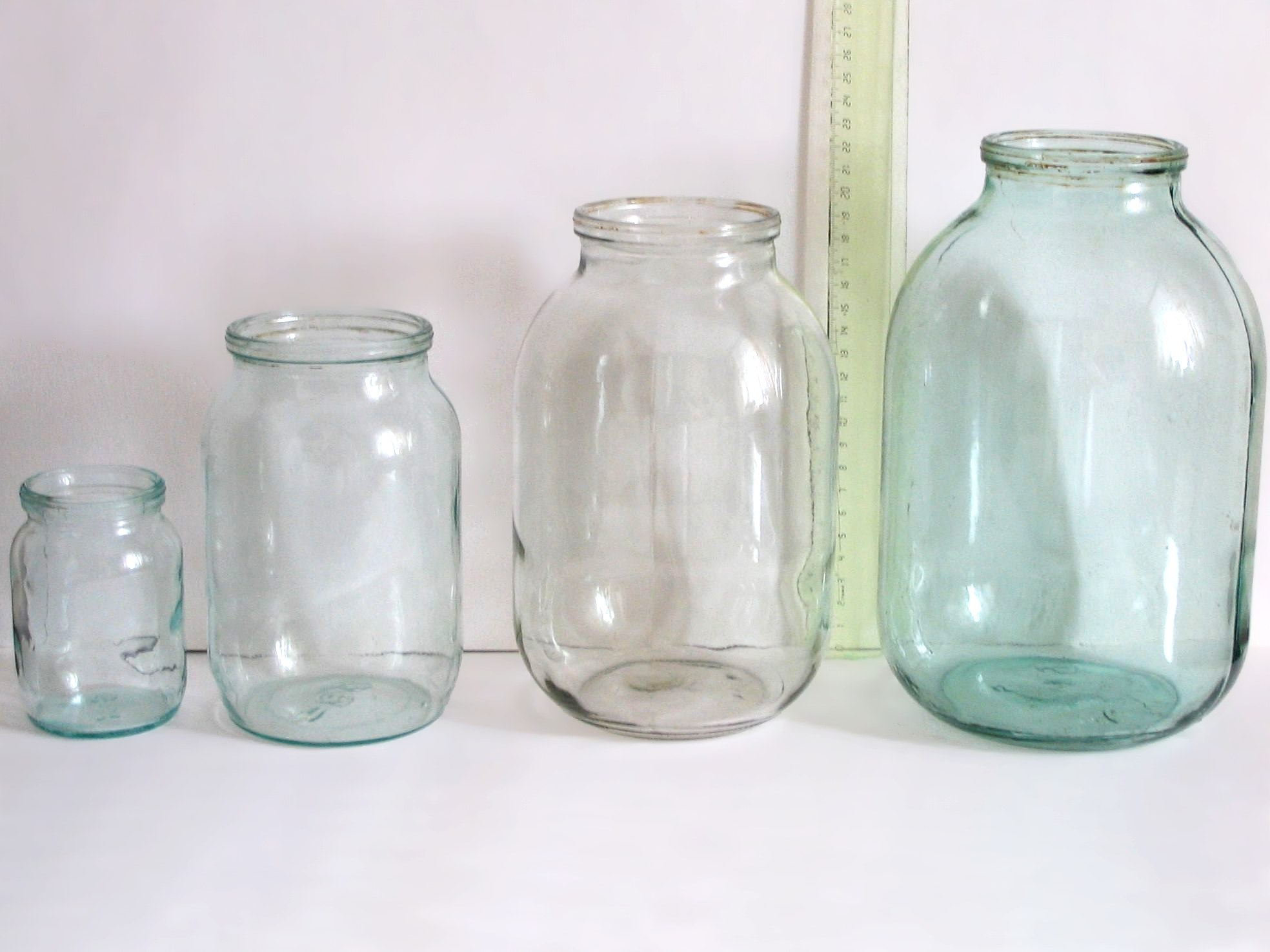
Стеклянные банки слева направо: 250 мл, 1 л, 2 л, 3 л.

### В СССР и на постсоветском пространстве
Банки бело-зелёного стекла со стандартным горлышком под жестяную крышку, ёмкостью 0,5; 0,7; 1,0; 1,5; 2,0; 3,0 и 10,0 литров. В СССР также была распространена банка ёмкостью 0,2 л под жестяную крышку малого диаметра, в таких баночках, как правило, продавался майонез (отчего данный тип стеклотары получил стойкое расхожее наименование «майонезная баночка»), а также соки, хрен, горчица, томатная паста, аджика и фруктовые пюре для детского питания.
Банки ёмкостью 0,5; 0,7; 1; 1,5; 2; 3 л (в обиходе «четверть») использовались для домашнего консервирования (одноразовые жестяные и многоразовые полиэтиленовые, стеклянные, из нержавеющей стали и, реже — резиновые крышки были доступны в продаже), а 10-литровые для брожения вина.
В советский период в торговлю поступало сравнительно большое количество продукции в стеклянных банках из стран соцлагеря, прежде всего из Венгрии и Болгарии. Преимущественно объёмом 0,8 л. Однако вследствие несовместимости импортных банок со стандартными советскими крышками такие банки вторично для консервации не использовались. Тем не менее, в некоторых союзных республиках (например, в Литовской ССР) пункты приёма стеклотары принимали также и такие стеклянные банки (стоимость 10 коп. в ценах середины 1980-х гг.).
В постсоветский период большое распространение получили банки ёмкостью 0,5; 0,7; 0,9 1 и 2 л. (последняя используется для соков и копирует советскую тару, но уже с более узким горлом под резьбу), комплектуемые жестяными крышками с многозаходной резьбой.

## Бутылки
Стеклянные бутылки широко применяют для хранения и транспортировки алкогольных (в том числе и газированных), безалкогольных напитков, минеральных вод, растительного масла, молока и молочных продуктов, а также широкого ассортимента технических и лакокрасочных жидкостей (керосина, масел, тормозной жидкости, растворителей, лаков, олифы и т. п.).

### Пол-литровые бутылки для пиво-безалкогольных напитков

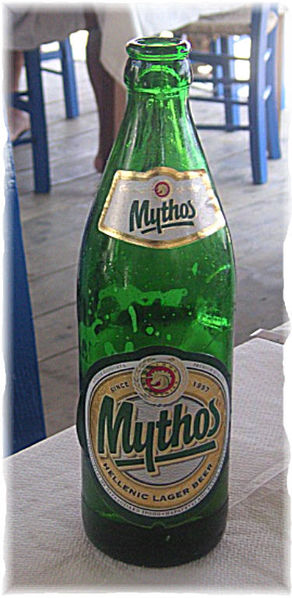
Бутылка КП-500, ёмкостью 0,5 л для пиво-безалкогольных напитков

Производились из стекла разных цветов и оттенков: белого бесцветного, белого с зеленоватым или голубым оттенками, тёмно-зелёного или красно-коричневого цвета.
Наиболее широкое распространение в СССР в период развитого социализма получила бутылка КП-500 под коронную пробку, объемом 0,5 литра, которые разливались как безалкогольные газированные прохладительные напитки и минеральные воды, так и пиво.
Прозрачные бутылки КП-500 назывались лимонадными, так как использовались исключительно для розлива безалкогольных напитков, преимущественно, лимонада.
Пиво в прозрачные бутылки, как правило, не разливалось, либо наливалось при крайнем недостатке стеклотары на пивзаводах. Розлив пива осуществлялся в бутылки тёмного стекла, отчего пивными назывались бутылки КП-500 тёмно-зелёного или красно-коричневого цвета. Следует отметить, что стекло тёмно-зелёного и тем более красно-коричневого цвета хорошо поглощает ультрафиолетовые лучи, что предотвращает фотохимическое разрушение биохимических компонентов пива и увеличивает срок его хранения.
Безалкогольные напитки разливались в бутылки КП-500 любого цвета без ограничений. Из цветных бутылок для данных напитков более употребимыми были зелёные. Красно-коричневых при этом старались не использовать.
Помимо пива и лимонада бутылки КП-500 использовались для розлива газированных минеральных вод, соков и прочих прохладительных напитков и даже «Можайского молока», которое в 1990-е гг., уже после развала СССР, вновь вернулось к этому же стандарту.
С этим стандартом стеклотары широко работали страны соцлагеря. По всему СССР на прилавках продуктовых магазинов в поллитровых бутылках был представлен самый разнообразный ассортимент фруктовых соков и нектаров из Болгарии.
Во времена антиалкогольной кампании 1980-х годов в продаже появились разлитые в бутылки данного типа виноградные соки, изготовленные из марочных сортов винограда, которые так и назывались на этикетках: «Мерло», «Ркацители», «Алиготе», «Каберне».
Все бутылки этого типа закупоривались жестяной гофрированной кронен-пробкой, получившей за рубежом название «Crown Cork» — коронная пробка, с прокладкой из ПВХ или прессованной пробковой крошки.
На более поздних этапах антиалкогольной кампании, когда стекольные заводы практически исключили или значительно сократили выпуск специальных водочных и винных бутылок, ликёро-водочные заводы были вынуждены перейти на розлив вино-водочной продукции в бутылки самых разнообразных цветов, закрывая их, как правило, картонно-фольгированными алюминиевыми крышками с язычком или жестяными коронными пробками (реже — полиэтиленовыми).
Зало́говая сто́имость: 12 копеек в 1960−1970-е годы, в первой половине 1980-х достигла 20 копеек за чистую бутылку без трещин с неповреждённым горлышком.
Для разлива строительной и бытовой химии (лаков, растворителей и т. п.) выпускались такие же бутылки (бесцветные или коричневые) но с кольцевым опоясывающим валиком там, где наверху бутылка начинает сужаться к горлышку (толщина и высота валика — ок. 1—2 мм.).

### Современные пивные бутылки
Современная номенклатура пивных бутылок отличается самым широким разнообразием типоразмеров. Наиболее распространены бутыли ёмкостью 0,5 л, реже 0,33 л. До сих пор широко используются бутылки типа КП-500.
Из всей современной стеклотары данный вид является, пожалуй единственным, который наиболее широко используется повторно, по сравнению с другими видами, обладает наивысшей залоговой стоимостью (правда, в отличие от бывшего СССР, гораздо меньшей, чем стоимость содержимого) и является основной добычей для занимающихся сбором и сдачей стеклотары.

### Водочные бутылки
В СССР выпускались специальные бутылки белого стекла с длинным прямым горлышком ёмкостью 0,5 л под картонно-фольгированную алюминиевую крышку с язычком.
Более редкими были водочные бутылки «с винтом» (также из белого стекла с длинным прямым горлышком ёмкостью 0,5 л под алюминиевую винтовую крышку). В связи с их большей редкостью, бутылки «с винтом» гораздо хуже принимались как магазинами, так и приёмными пунктами стеклотары.
Как уже было сказано выше, после начала горбачёвско-лигачёвской антиалкогольной кампании производство как тех, так и других водочных бутылок было свёрнуто и водку стали разливать в бутылки типа КП-500.
Зало́говая сто́имость: 12 копеек в 60−70-е годы в первой половине 80-х достигла 20 копеек за чистую бутылку без трещин с неповреждённым горлышком.

### Бутылки для растительного масла
Бутылки из цветного стекла с горлышком, имеющим характе́рное расширение. В процессе использования воздух, попадая в горлышко, издавал характерный звук «буль-буль». Объём немного более пол-литра, так как масло наливалось в бутылку на вес — 500 г.
Иногда в этот вид бутылок белого стекла разливали столовый уксус.
Зало́говая сто́имость: крайне неохотно принимались и сдавались населением (трудно было отмыть от следов масла).

### Молочные бутылки

Советская молочная бутылка 0,5 л и разновидности крышек из фольги

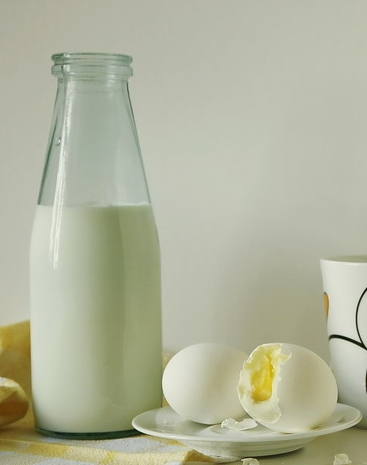
Молочная бутылка из ФРГ.

В СССР наибольшее распространение (наряду с пакетами) получили пол-литровые бутылки. В эти бутылки разливали не только молоко, но и самый широкий ассортимент молочных продуктов.
Продукция пастеризовалась и закупоривалась разноцветными крышечками из фольги: молоко — неокрашенными крышечками, кефир — зелёными, обезжиренный кефир — с салатовыми полосками, ряженка или варенец — с фиолетовыми или с жёлтыми полосками, простокваша — синими, сливки — розовыми или с жёлтыми полосками, топлёное молоко — золотистыми, ацидофилина — малиново-фиолетовыми или светло-синими, сметана — с жёлтой полосой, шоколадного молока — светло-коричневыми.
На крышечке рельефным тиснением указывались сведения о содержимом: название продукта, жирность, дата розлива (как правило, просто указывалось название дня недели, например: «среда»), номер государственного или отраслевого стандарта, в соответствии с которым изготовлен продукт, и сведения о заводе-изготовителе.
Бутылка открывалась простым нажатием на фольгу.
С начала 1980-х гг. в СССР, наряду с прежними, получили хождение молочные бутылки несколько иного стандарта, чем ранее — более конусообразной формы (как на представленном здесь фото молочной бутылки из ФРГ), их высота и размер горловины были идентичными прежнему советскому стандарту.
Наряду с пол-литровыми, в некоторых городах (например, в Харькове) встречались и литровые молочные бутылки под такую же фольговую пробку.
Отдельной разновидностью молочных бутылок были бутылки ёмкостью 0,25 л с мерной шкалой для детского питания с узким горлышком (под детскую соску), закрывающиеся жестяными гофрированными крышечками. Оборот этого вида стеклотары обычно осуществлялся на молочных кухнях.
Зало́говая сто́имость: 10 копеек за бутылку 0,25 л, 15 копеек за бутылку 0,5 л и 20 копеек за бутылку 1 л, чистую, без трещин с неповреждённым горлышком. Для удобства покупателей молочные бутылки принимались в прямо молочных отделах продуктовых магазинов (или в молочных кухнях).

### Винные бутылки

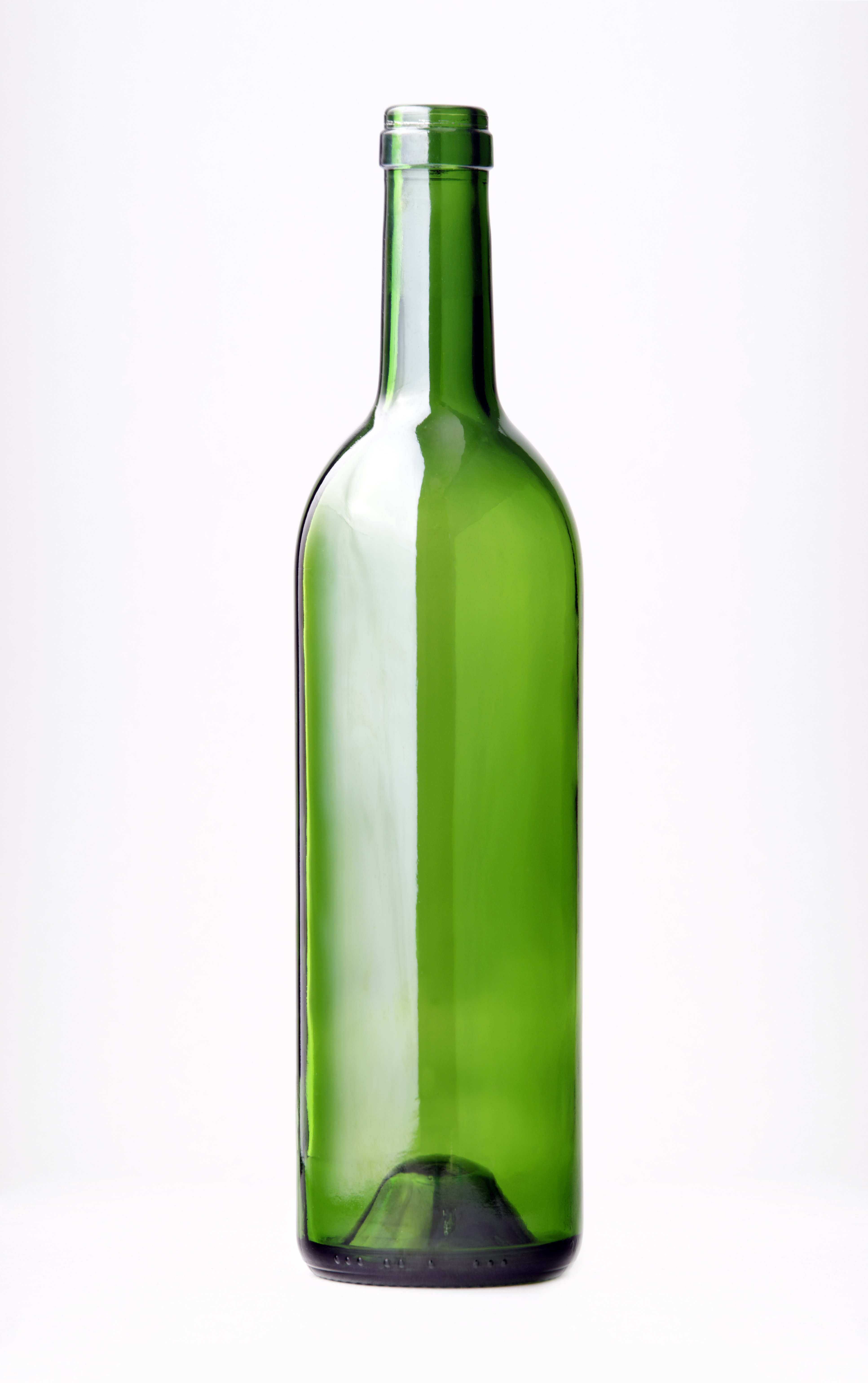
Винная бутылка, ёмкостью 0,75 л

Бутылки зелёного стекла различных оттенков, ёмкостью 0,75 л, закупориваемые пробкой. Традиционно закупориваются пробкой из пробкового дуба, для открытия последних желательно наличие штопора. В XX веке получили распространение пробки из синтетических материалов и металла. 

### Бутылки из-под шампанского

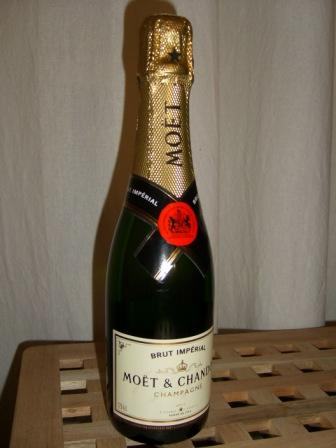
Бутылка шампанского, ёмкостью 0,75 литра.

Шипучие и игристые вина разливали в специальные бутылки ёмкостью 0,75 л. Пробки чаще были полиэтиленовые, закрученные проволокой и сверху заклеенные фольгой. Недопитую бутылку временно закрывали пробкой, чтобы не уходил газ. Коллекционные бутылки закупоривали пробками из пробкового дуба, повторное использование которых в бытовых условиях было невозможно. Бутылки с полиэтиленовыми пробками после стерилизации кипятком или на пару вторично использовались в быту для консервирования домашних соков.
Бутылки из-под шампанского весьма редко и довольно неохотно принимались в приёмных пунктах (подробнее см. Вторичное использование стеклотары). Крайне редкая разновидность этого вида бутылок ёмкостью 1 литр, а также бутылки иностранного производства в пунктах приёма стеклотары вообще не принимались.

### Баночки для мёда
Мёд в СССР разливали в баночки ёмкостью[какой?] [Указать ёмкость], имитирующие своей формой и рельефным рисунком наружной поверхности пузатые деревянные бочки с обручами. Горлышко таких банок было винтовым с однозаходной (?) резьбой. Закрывались жестяной крышкой с давленной резьбой (резьбой а не зацепами). Залоговая стоимость таких баночек составляла 10 (десять) копеек (?).

## Стеклотара для лекарств
Стеклянные ёмкости для лекарственных средств имеют неограниченный ассортимент. Большинство таких пузырьков, ввиду малой стоимости, одноразовые. Вторично используются, главным образом, бутылки с мерной шкалой для растворов внутривенных инъекций ёмкостью 400 мл.

## Стеклотара большого объёма
Выпускались также бутыли ёмкостью ок. 20 литров с притёртыми крышками-пробками. Они использовались для хранения и транспортировки промышленных химических веществ
Такие широко использовались самогонщиками для брожения браги.
Также выпускались бутылки ёмкостью более одного литра, несколько литров. Такие использовались самогонщиками, хоть выпускались не для этого, для хранения готового самогона, что изображается во многих произведениях искусства.

## Прочие факты
- Распространённая и преобладающая в настоящее время (со второй половины XX-го века) конструкция горлышка винтовых банок (стеклянных) — на горлышке несколько (на самом распространённом диаметре горлышка — 6 (реже 4) даже не витка а наклонных валика многозаходной резьбы, а на крышке — столько же зацепов вместо резьбы — была изобретена советским конструктором оружия Н. Ф. Макаровым — изобретателем пистолета Макарова. Эту конструкцию Николай Фёдорович изобрёл по просьбе своей жены Надежды Макаровой.[9][неавторитетный источник].